# Team RadioShack
Team RadioShack este o echipă de ciclism din SUA cu licență UCI ProTur, cu RadioShack ca sponsor principal. Anunțul creeării acestei echipe a fost făcut public pe 23 iulie 2009. Lance Armstrong, co-proprietarul echipei, este liderul echipei în marile tururi și în competițiile de ProTur. De asemenea, echipa participă și în competițiile de triatlon.
Johan Bruyneel este managerul echipei, iar Dirk Demol directorul sportiv. Din conducere mai fac parte și rusul Viatcheslav Ekimov, dar și portughezul José Azevedo. Echipa mai este sponsorizată de fundația anti-cancer a lui Lance Armstrong, dar și de Trek Bicycle Corporation, SRAM Corporation și Nike.

## Sezonul 2010
Pe data de 25 noiembrie 2009, Consiliul UCI ProTur a anunțat că echipa a fost înregistrată cu succes pentru sezonul 2010. Echipa din 2010 conține 26 de rutieri din 16 țări. 12 din cei 26 de rutieri provin de la echipa kazacă Astana, 8 din cei 9 participanți ai echipei din Turul Franței 2009.
În aprilie 2010, chinezul Li Fuyu a fost depistat pozitiv la un control anti-doping și suspendat.
Echipa plănuia să participe în 2010 în Turul Franței și în Turul Spaniei, însă în a doua competiție nu a fost invitată.

## 2010 Echipa ProTour
Din 1 ianuarie 2010.
| Ciclist                 |
| ----------------------- |
| Lance Armstrong (USA)   |
| Fumiyuki Beppu (JPN)    |
| Sam Bewley (NZL)        |
| Janez Brajkovič (SLO)   |
| Matthew Busche (USA)    |
| Ben Hermans (BEL)       |
| Chris Horner (USA)      |
| Andreas Klöden (GER)    |
| Daryl Impey (RSA)       |
| Markel Irizar (ESP)     |
| Levi Leipheimer (USA)   |
| Geoffroy Lequatre (FRA) |
| Fuyu Li (CHN)           |
| Tiago Machado (POR)     |

| Jason McCartney (USA)    |
| Dmitriy Muravyev (KAZ)   |
| Sérgio Paulinho (POR)    |
| Yaroslav Popovych (UKR)  |
| Grégory Rast (SUI)       |
| Sébastien Rosseler (BEL) |
| Ivan Rovny (RUS)         |
| José Luis Rubiera (ESP)  |
| Bjørn Selander (USA)     |
| Gert Steegmans (BEL)     |
| Tomas Vaitkus (LTU)      |
| Haimar Zubeldia (ESP)    |